# Lemniscomys barbarus
Lemniscomys barbarus är en däggdjursart som först beskrevs av Carl von Linné 1766.  Lemniscomys barbarus ingår i släktet gräsmöss, och familjen råttdjur. IUCN kategoriserar arten globalt som livskraftig. Inga underarter finns listade i Catalogue of Life. Det svenska trivialnamnet strimmig mus används för arten.
Denna gnagare förekommer i norra Afrika i Marocko, Algeriet och Tunisien. Arten vistas i låglandet och på högplatå upp till 1000 meter över havet. Habitatet utgörs av buskskogar (ibland med arter av ensläktet), av gräsmarker, av savanner, av klippiga områden med lite växtlighet och av jordbruksmark. Individerna är aktiva på dagen.
Lemniscomys barbarus är med en kroppslängd (huvud och bål) av 8 till 12 cm, en svanslängd av 10 till 15 cm och en vikt mellan 22 och 48 g minst i släktet gräsmöss. Pälsen har på ovansidan flera mörkbrun och ljusbruna längsgående strimmor med en mörk strimma på ryggens topp. De ljusa strimmorna är oftast smalare än de mörka. Strimmorna fortsätter ibland på huvudet som kännetecknas av stora öron med hårbeklädd baksida. Undersidan är täckt av vitaktig päls. Förutom könsorganen finns inga yttre skillnader mellan honor och hanar.
Denna gnagare bygger bon genom att väva gräs ihop. I boet vistas den antingen ensam, i par eller i en liten familjegrupp. Arten skapar stigar mellan boet och platsen där den letar efter föda. Den äter främst gräs samt andra växtdelar som blad, rötter, rotfrukter, frön och frukter. Ibland ingår insekter i födan. Fortplantningen sker under våren och sommaren. Honan är cirka 21 dagar dräktig och sedan föds i genomsnitt 5,5 ungar. Ungarnas utveckling är antagligen lika som hos andra gräsmöss. De flesta individer lever bara upp till 6 månader i naturen. Några exemplar i fångenskap levde 3 eller 4,5 år.

## Bildgalleri

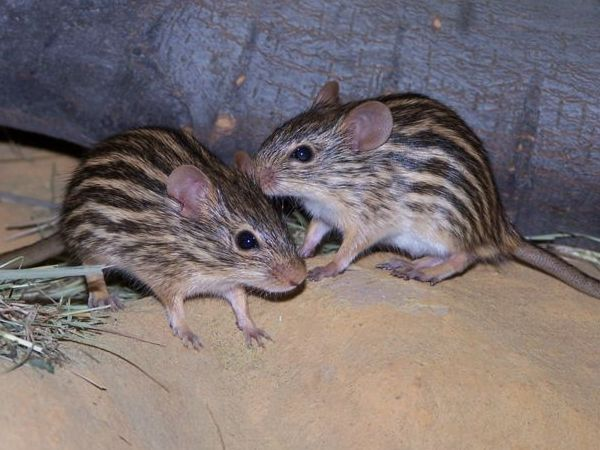
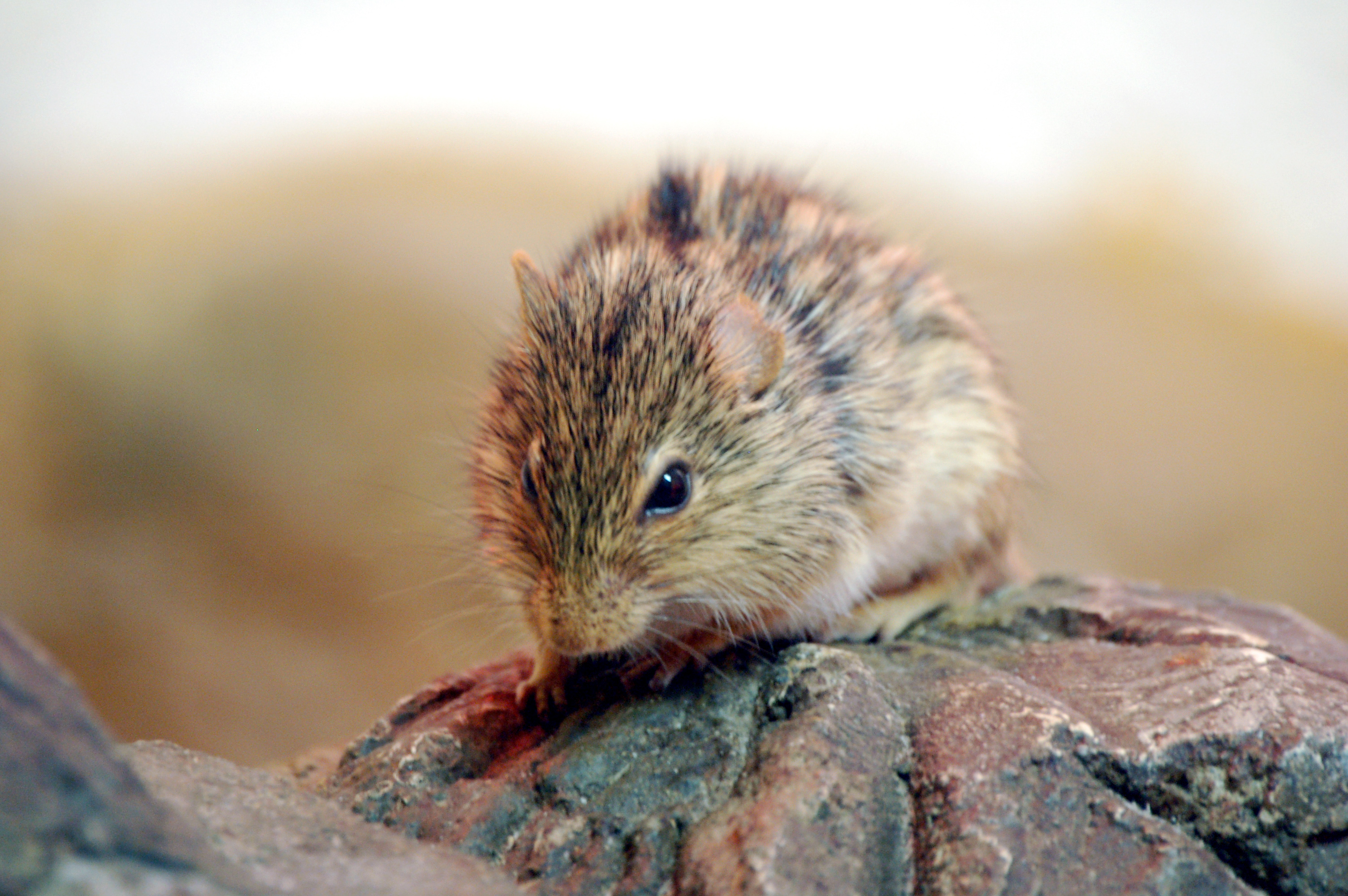
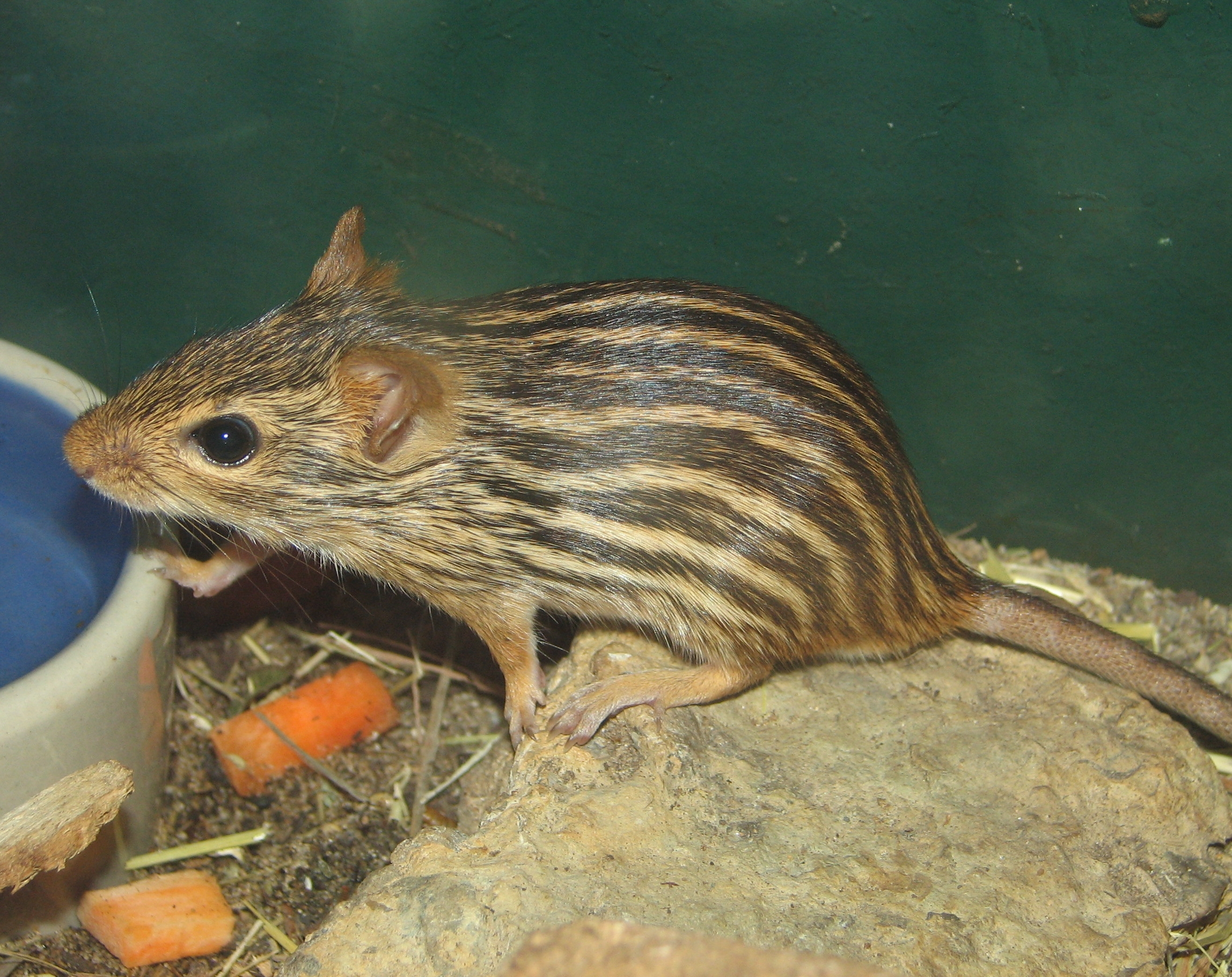
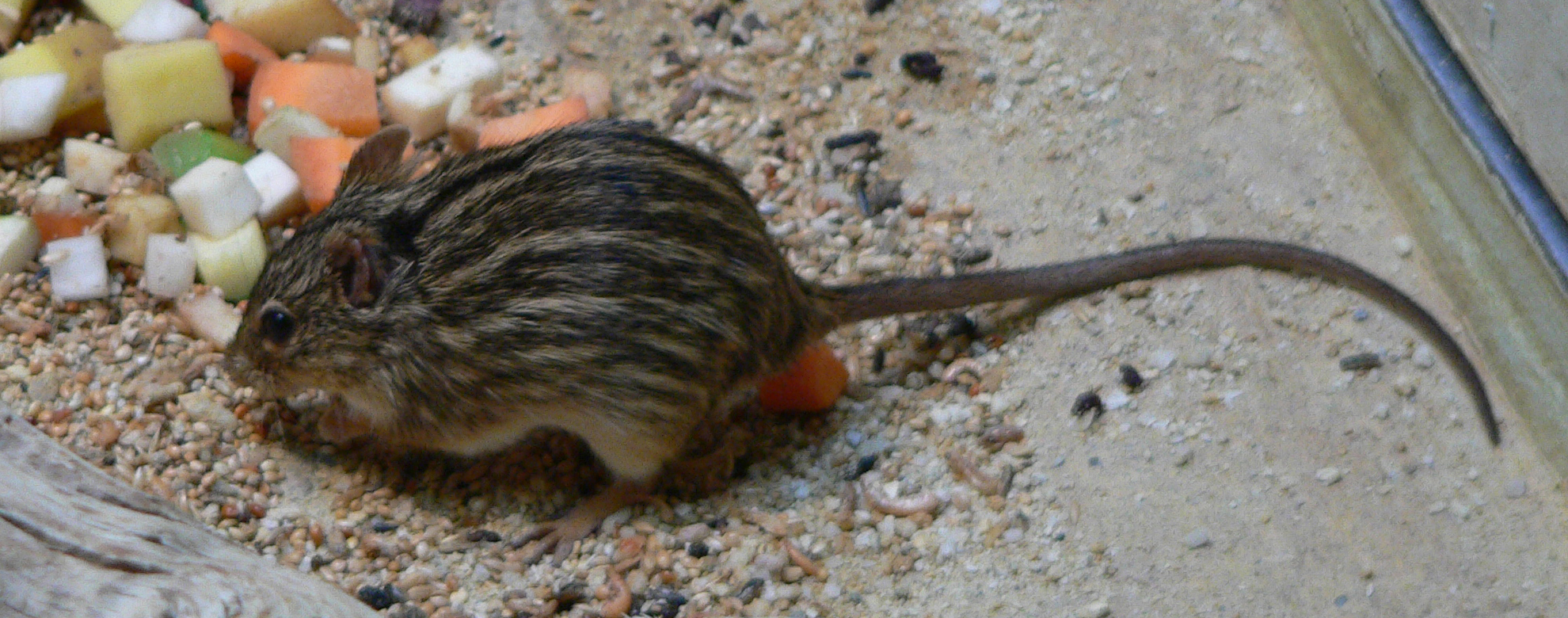
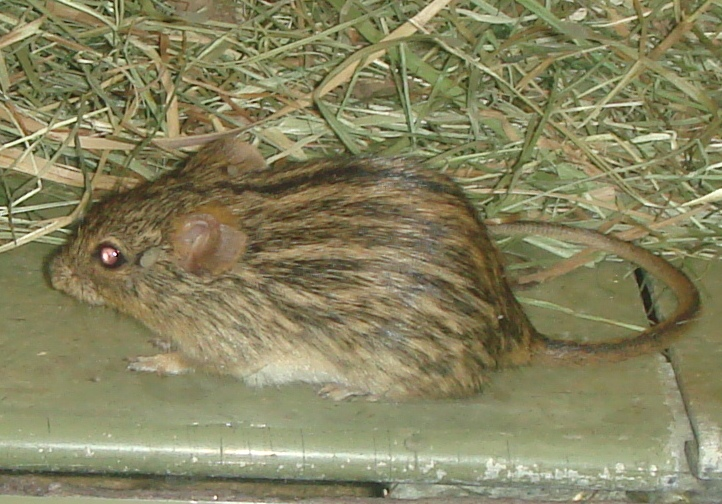
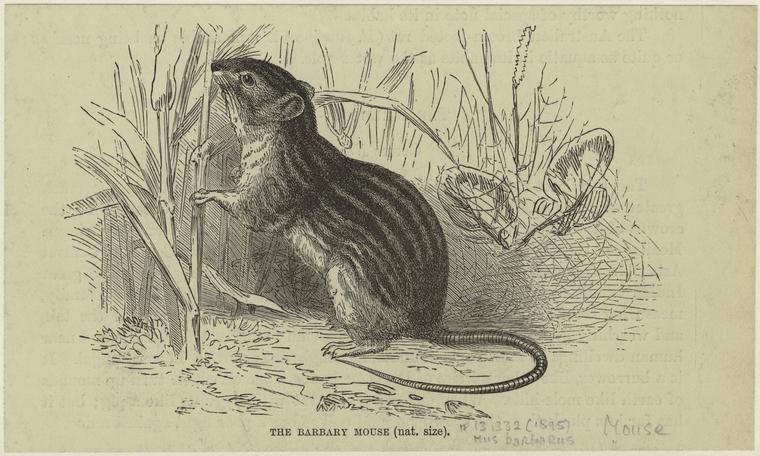